# Therioaphis arnaultae
Therioaphis arnaultae är en insektsart. Therioaphis arnaultae ingår i släktet Therioaphis och familjen långrörsbladlöss. Inga underarter finns listade i Catalogue of Life.